# Sätra radiolänktorn

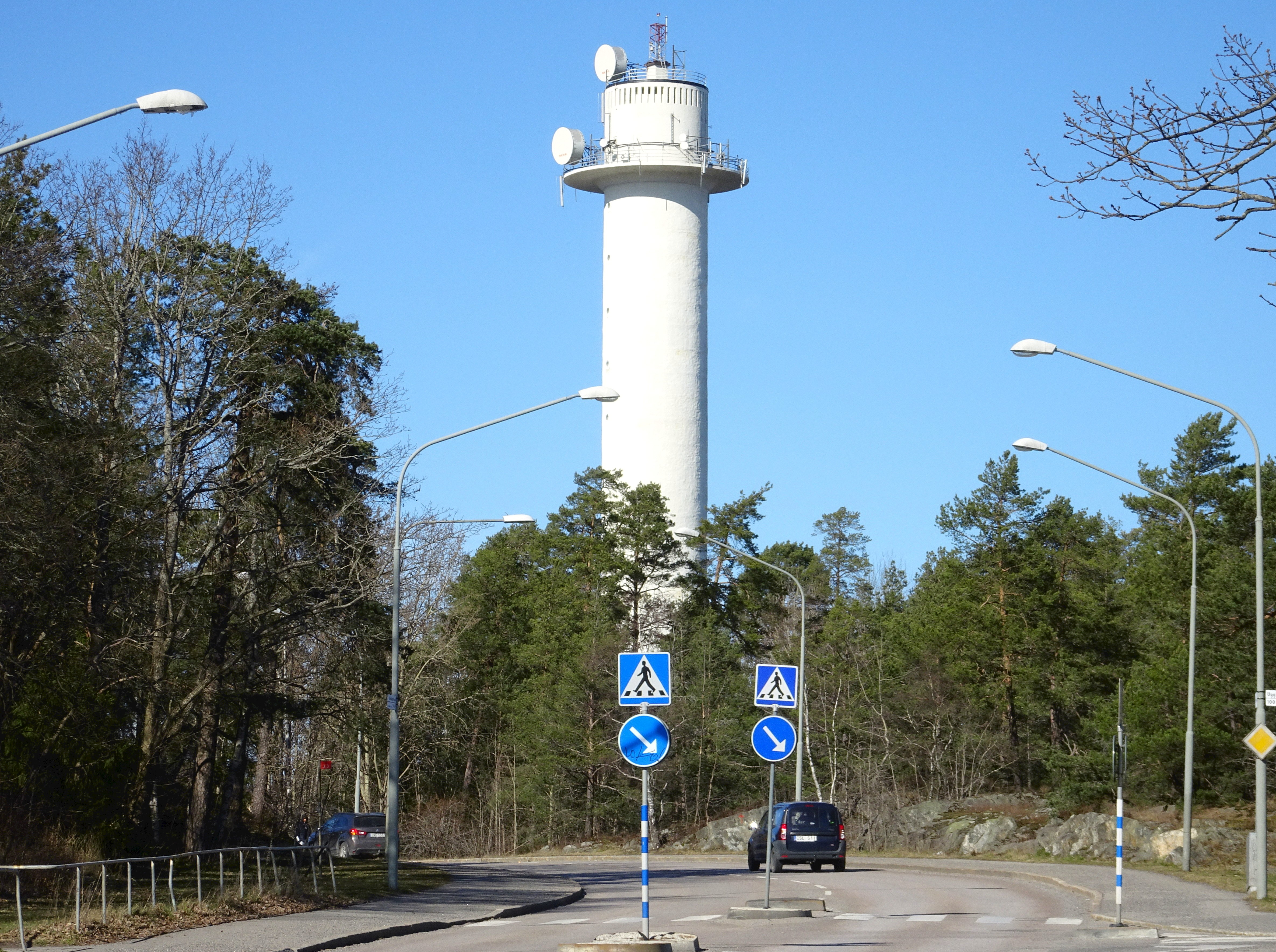
Bredängsvägen mot norr med Sätra radiolänktorn, mars 2020.

Sätra radiolänktorn (även Sätra telelänktorn) är ett telekommunikationstorn på Backvindeln 105 i stadsdelen Mälarhöjden nära gränsen till Bredäng i sydvästra Stockholm. Tornet med sin färgsättning i "Stockholmsvitt" har blivit ett känt landmärke i omgivningen. Anläggningen är inte tillgänglig för allmänheten.

## Historik
Sätra radiolänktorn uppfördes 1961 efter ritningar av Göteborgsarkiteketen Jan Wallinder. På en cirka 71 meter hög bergsknalle kallad Backvindeln fann man en lämplig plats för bygget av ett torn med radiolänkutrustning som skulle säkerställa telekommunikationen i södra Stockholm. Uppdragsgivare var Televerket.
Själva konstruktionen är 64,25 meter hög (exklusive toppantenn). Tornet fick därmed en totalhöjd på 135 meter över havet. Byggnaden har en cirkulär planform med en yttre diameter av 9 meter. Ytterhöljet är uppfört i platsgjuten betong som för värmeisoleringen bakommurades på insidan med lättbetong, bjälklagen är också av betong. Tornets fasadyta är spritputsad och var ursprungligen i en "betonggrå" nyans. Nuvarande färgsättning i "Stockholmsvitt" (NCS 0502-Y) utfördes 1996 när Telia var ägare.
Antennplattformen ligger på +56,75 meter över mark. Högst upp finns en krans av vertikala slitsar runt tornet som är ventilationsöppningar. Tornet har 14 våningar varav de fem våningarna under antennplattformen nyttjas för radiolänkutrustning. Till dem anordnades runda fönster åt tre väderstreck som, tillsammans med ventilationsöppningarna högst upp, ger tornet karaktär. Övriga våningar användes som reservrum, förråd, ventilation samt för ett hög- och lågspänningsställverk. På plan 5 inrättades ett övernattningsrum med toalett och pentry för personalen. För den vertikala kommunikationen sörjer en hiss och en spiraltrappa.

Bilder, Sätra radiolänktorn
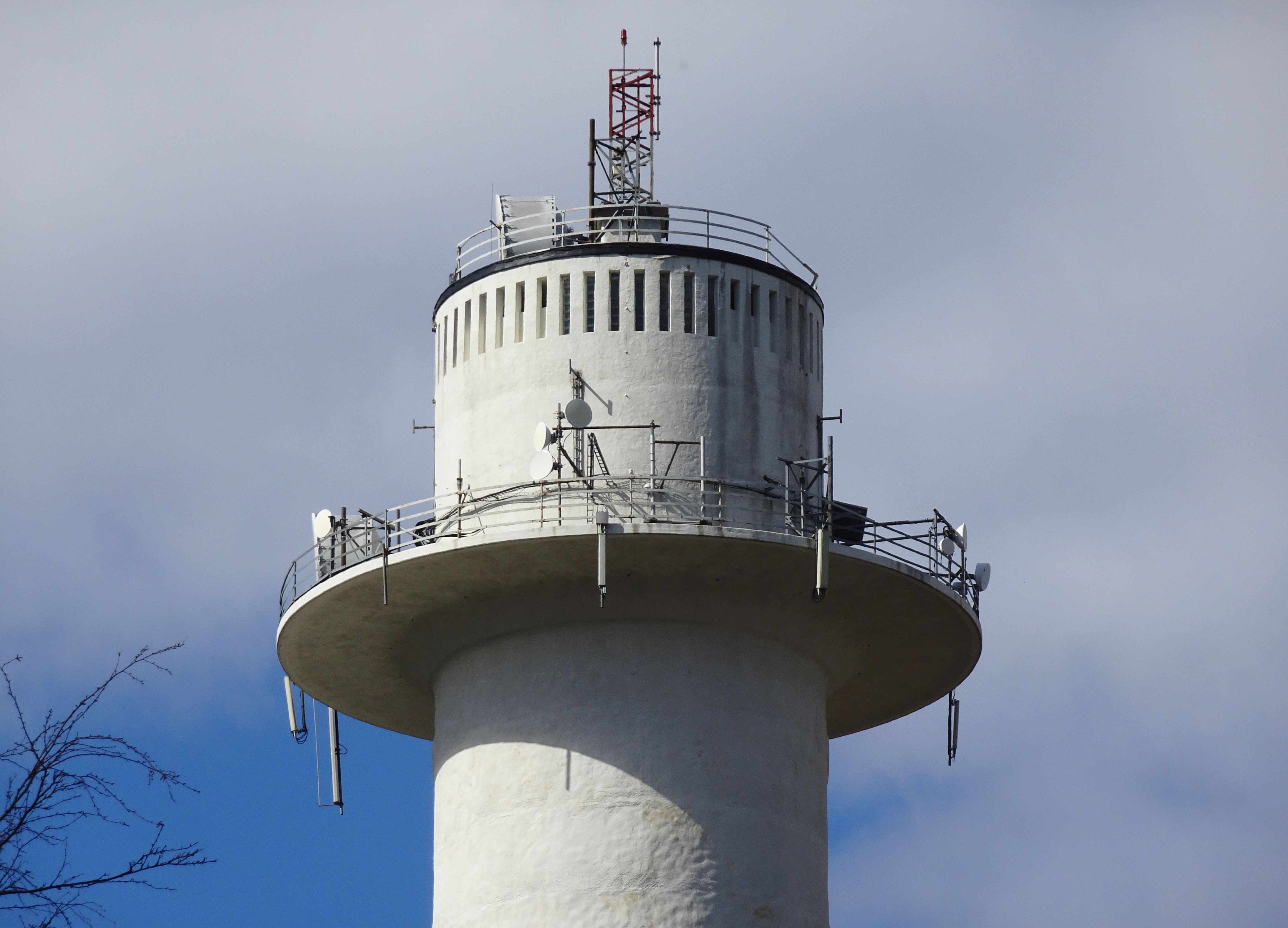
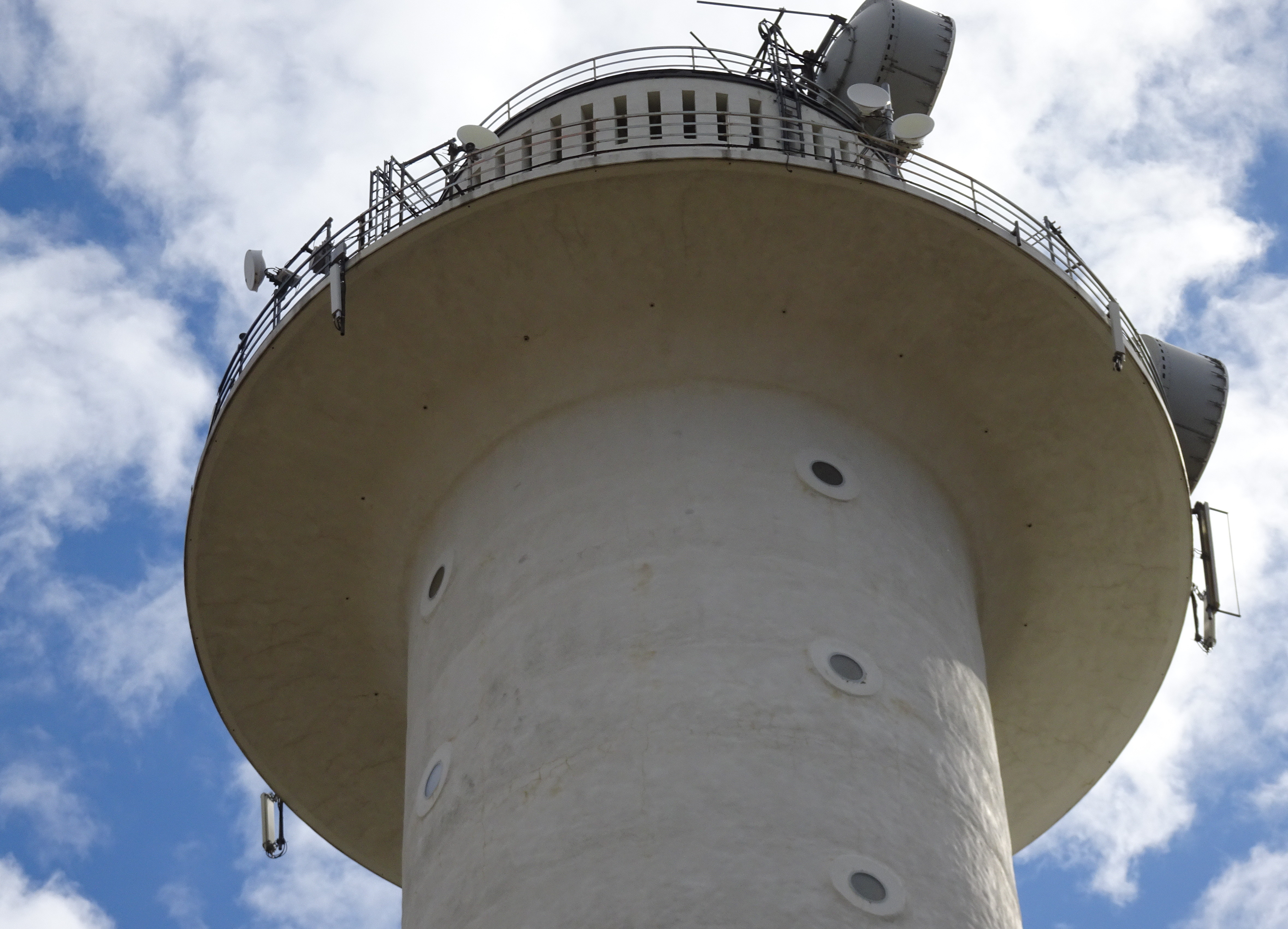
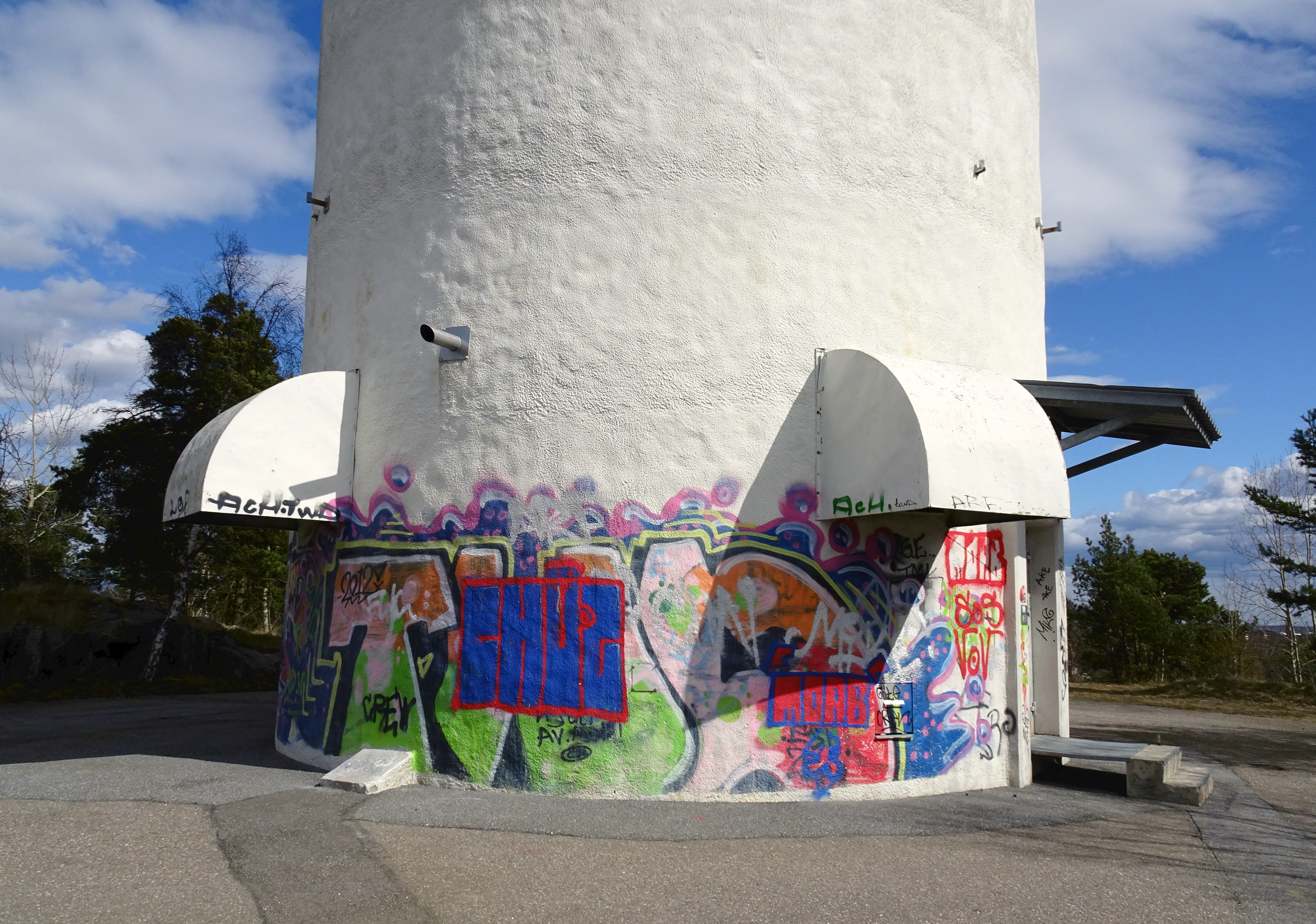
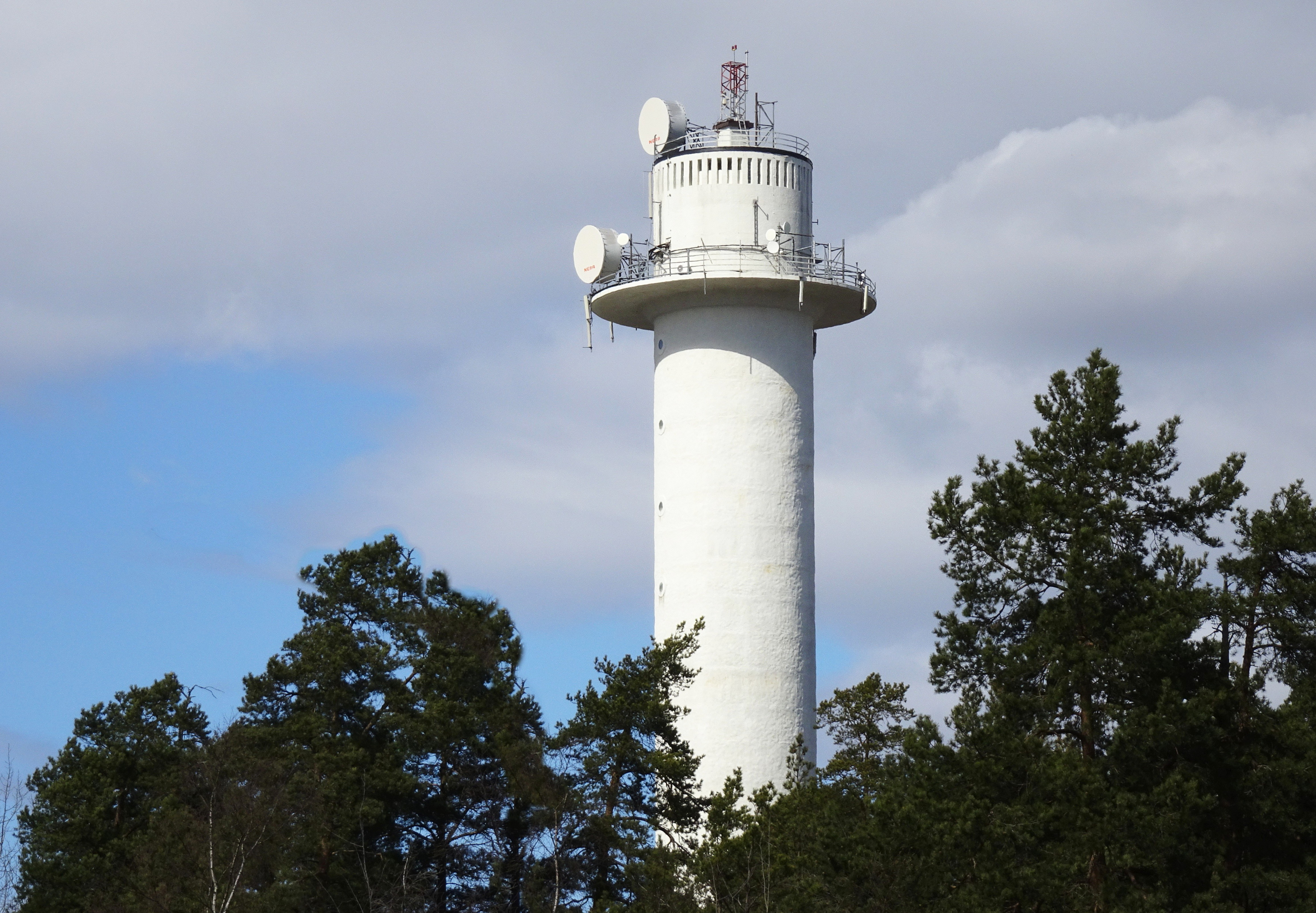